# Régiment royal de l'Artillerie canadienne
 (juin 2017).
Si vous disposez d'ouvrages ou d'articles de référence ou si vous connaissez des sites web de qualité traitant du thème abordé ici, merci de compléter l'article en donnant les références utiles à sa vérifiabilité et en les liant à la section « Notes et références ».
Le Régiment royal de l'Artillerie canadienne ((en) : Royal Regiment of Canadian Artillery) est la composante du personnel d'artillerie des Forces armées canadiennes.

## Histoire

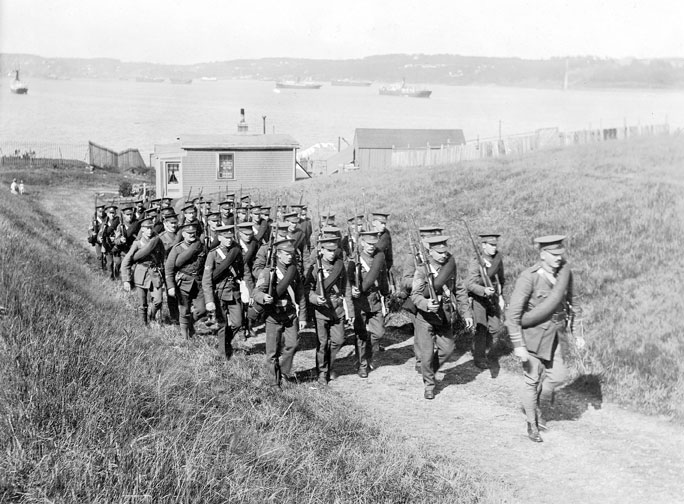
Un détachement du 1st Regiment Canadian Garrison Artillery au fort Charlotte à Halifax en 1914

Bon nombre d’unités et de batteries du Régiment royal de l'Artillerie canadienne sont plus âgés que le Canada lui-même. La première compagnie d'artillerie au Canada a été formée dans la province de Québec en 1750. 
Des batteries d'artillerie  de volontaires canadiens existaient avant 1855 mais leur histoire est assez méconnue. Sept batteries d'artillerie ont été créées après l'adoption de la loi sur la milice de 1855 qui a permis au Canada de conserver une force militaire payée de 5000 hommes. 
Une des batteries de bénévoles formé avant 1855 à Saint-John, au Nouveau-Brunswick, en 1793, a été appelée la "Loyal Company of Artillery" et existe aujourd'hui sous le nom de "3rd Field Regiment", RCA.
Le 20 octobre 1871, les premières unités de l'armée canadienne ont été créées, sous la forme de deux garnisons de batteries d'artillerie; donc, cette date est considérée comme l'anniversaire du régiment. Une batterie de Kingston, en Ontario et la Batterie B dans la ville de Québec, et allaient devenir les centres de formation de l’artillerie. Elles sont encore actives aujourd'hui dans le cadre du 1st Regiment, Royal Canadian Horse Artillery.
L'Artillerie royale canadienne, a participé à tous les grands conflits de l'histoire du Canada.
Dans le parc Major's Hill, à Ottawa, a été érigé en 1959 un monument de marbre en l'honneur du Régiment royal de l'Artillerie canadienne.

### Equivalents
- États-Unis : Field Artillery Branch
- Royaume-Uni : Royal Artillery
- Ukraine : Forces de frappes et d'artilleries ukrainiennes